# NGC 447
NGC 447 je galaksija u zviježđu Ribe.

## Vanjske poveznice
- SEDS: NGC 447